# Liste von Schöpfungsgottheiten
Liste von Schöpfungsgottheiten einzelner Religionen.
In mehreren Religionen verehrte Schöpfungsgottheiten werden einmal pro Religion angeführt. Wird eine Schöpfungsgottheit nur in inhaltlichen oder geographischen Teilbereichen einer Religion verehrt, so ist dies in der rechten Spalte angegeben. Dasselbe gilt für Schöpfungsgottheiten, die jeweils als einzige Gottheit ihrer Religionen angesehen werden. Die übrigen Religionen sind polytheistisch orientiert, kennen also mehrere Gottheiten oder auch mehrere Schöpfungsgottheiten.
| Schöpfungsgottheit | Religion, Region oder Ausrichtung | Beschreibung                                                                           |
| ------------------ | --------------------------------- | -------------------------------------------------------------------------------------- |
| Aa                 | Ägyptische Mythologie             | fertigt das erste Schilf, gewann das erste Land                                        |
| Adonai             | Judentum                          | Synonym des einzigen Gottes Jahwe                                                      |
| Ahura Mazda        | Zoroastrismus                     | Herr der Weisheit, einziger Schöpfer unter den Göttern                                 |
| Aither             | Griechische Mythologie            | Seele der Welt und Element allen Lebens                                                |
| Allah              | Alevitentum                       | einziger Gott                                                                          |
| Allah              | Islam                             | einziger Gott                                                                          |
| Allah              | Sikhismus                         | einziger Gott                                                                          |
| Amaunet            | Ägyptische Mythologie             | weibliches Gegenstück zu Amun, Mutter des Re                                           |
| Amun               | Ägyptische Mythologie             | Wind- und Fruchtbarkeitsgott                                                           |
| Amun-Re            | Ägyptische Mythologie             | vereinigt als altägyptischer „König der Götter“ die Eigenschaften des Re, Min und Amun |
| An                 | Sumerische Religion               | Ahnherr aller Götter                                                                   |
| Ananke             | Griechische Mythologie            | personifiziert das unpersönliche Schicksal                                             |
| Atum               | Ägyptische Mythologie             | Schöpfer- und Himmelsgottheit                                                          |
| Bondye             | Voodoo                            | in Haiti einziger Gott, Schöpfer der Welt                                              |
| Brahma             | Hinduismus                        | Schöpfer des Priestertums, Gatte der Sarasvati                                         |
| Chaos              | Griechische Mythologie            | vollständige Unordnung oder Verwirrung                                                 |
| Chnum              | Ägyptische Mythologie             | Helfer der Sopdet und der Satis                                                        |
| Chronos            | Griechische Mythologie            | personifiziert die Zeit mit Ablauf und Lebenszeit                                      |
| Daksha             | Hinduismus                        | Schöpfergott, Gott des Viehs                                                           |
| Ea                 | Babylonische Religion             | Regen- und Wassergott, ein Himmels- und Elementargott                                  |
| El                 | Judentum                          | Synonym des einzigen Gottes Jahwe                                                      |
| El                 | Ugaritische Religion              | höchster Gott                                                                          |
| Elohim             | Judentum                          | Synonym des einzigen Gottes Jahwe                                                      |
| Enki               | Sumerische Religion               | hat die Menschen erschaffen, im Epos Enki und Nammu                                    |
| Enlil              | Akkadische Religion               | Sohn des Himmelsgottes An, oberster Gott                                               |
| Enlil              | Assyrische Religion               | mit dem Hauptgott Aššur gleichgesetzt                                                  |
| Enlil              | Babylonische Religion             | Gatte der Göttin Ninlil oder von Mami (Anzu-Mythos)                                    |
| Enlil              | Sumerische Religion               | Hauptgott Pantheons, Gatte der Ninhursanga                                             |
| Erebos             | Griechische Mythologie            | personifiziert die Finsternis                                                          |
| Ereškigal          | Sumerische Religion               | große Herrin der Unterwelt, oberste Schlangengöttin                                    |
| Eros               | Griechische Mythologie            | Gott der begehrlichen Liebe                                                            |
| Eurynome           | Pelasgische Mythologie            | Große Göttin aller Dinge, die „weithin Geltende“                                       |
| Gaia               | Griechische Mythologie            | personifiziert die Erde, eine der ersten Gottheiten                                    |
| Geb                | Ägyptische Mythologie             | Erdgott, Sohn vom Luftgott Schu                                                        |
| Gott               | Christentum                       | nichttrinitarische Richtungen als einziger Gott                                        |
| Gott der Vater     | Christentum                       | trinitarische Richtungen als Person des einzigen Gottes                                |
| Heh                | Ägyptische Mythologie             | räumliche und zeitliche Endlosigkeit, Inbegriff für die Erdatmosphäre                  |
| Hehet              | Ägyptische Mythologie             | für die Unendlichkeit des Raumes                                                       |
| Heka-pa-chered     | Ägyptische Mythologie             | kindliche Erscheinungsform des Gottes Heka, der personifizierten Schöpferkraft         |
| Heket              | Ägyptische Mythologie             | Göttin der Geburt, Frau von Chnum und Tochter von Re                                   |
| Hemera             | Griechische Mythologie            | personifiziert den Tag                                                                 |
| Hiranyagarbha      | Hinduismus                        | Schöpfergottheit                                                                       |
| Hu                 | Ägyptische Mythologie             | repräsentiert den zur Sprache gewordenen Schöpfungsbefehl des Re                       |
| Iaret              | Ägyptische Mythologie             | Toten- und Wiedergeburtsgöttin                                                         |
| Indra              | Hinduismus                        | mächtig, stark                                                                         |
| Indra              | Vedische Religion                 | Göttertriade mit den Brüdern Agni und Vayu                                             |
| Itzamná            | Maya-Religion                     | Schöpfergott der Maya Yucatáns des Postklassikums                                      |
| Izanagi            | Japanische Mythologie             | Urgott im japanischen Mythos von der Entstehung der Welt                               |
| Izanami            | Japanische Mythologie             | Urgott im japanischen Mythos von der Entstehung der Welt                               |
| Jahwe              | Judentum                          | einziger Gott                                                                          |
| Kamutef            | Ägyptische Mythologie             | Weltschöpfer mit dem Mysterium der Selbstentstehung                                    |
| Kek                | Ägyptische Mythologie             | mit seiner Gattin Keket ein Götterpaar                                                 |
| Keket              | Ägyptische Mythologie             | Urgöttin in der Achtheit von Hermopolis                                                |
| Kukulkan           | Maya-Religion                     | Gott der Auferstehung und der Reinkarnation                                            |
| Makemake           | Orongo-Kultur                     | Schöpfer- und Fruchtbarkeitsgottheit                                                   |
| Mawu-Lisa          | Voodoo                            | in Westafrika als einzige Gottheit                                                     |
| Mesechtiu          | Ägyptische Mythologie             | Himmelsgottheit vom Sternbild des großen Wagens                                        |
| Min                | Ägyptische Mythologie             | verbunden mit Zeugung und Fruchtbarkeit                                                |
| Min-Amun           | Ägyptische Mythologie             | Eigenschaften von Min und Amun                                                         |
| Nammu              | Sumerische Religion               | Gottheit des Urmeers                                                                   |
| Naunet             | Ägyptische Mythologie             | Göttin des vorzeitlichen Meeres der Unterwelt                                          |
| Neith              | Ägyptische Mythologie             | Kriegsgöttin, Schöpfergöttin, Muttergöttin, Totengöttin                                |
| Nesoi              | Griechische Mythologie            | Protogonos, erster Gott in der Kosmogonie der Orphiker                                 |
| Ninki              | Sumerische Mythologie             | ursprüngliche Schöpfungsgottheit                                                       |
| Ninlil             | Akkadische Religion               | Gattin des Enlil, Mutter von Nanna, Nergal und Išum                                    |
| Ninlil             | Assyrische Religion               | Frau oder Tochter des Ištar                                                            |
| Ninlil             | Babylonische Religion             | Muttergottheit von untergebenen Gestalten                                              |
| Ninlil             | Sumerische Mythologie             | Fürsprecherin bei Enlil                                                                |
| Ninḫursanga        | Sumerische Mythologie             | Herrin der steinigen Einöde, Mutter aller Kinder                                       |
| Nun                | Ägyptische Mythologie             | repräsentiert den oberen Himmel außerhalb der Erde                                     |
| Nut                | Ägyptische Mythologie             | Mutter der Gestirne, symbolisiert das Firmament                                        |
| Nyx                | Griechische Mythologie            | personifiziert die Nacht                                                               |
| Okeanos            | Griechische Mythologie            | personifiziert einen die bewohnte Welt umfließenden gewaltigen Strom                   |
| Osiris             | Ägyptische Mythologie             | Gott des Jenseits, der Wiedergeburt und des Nils                                       |
| Ourea              | Griechische Mythologie            | personifiziert das Gebirge                                                             |
| Pachakamaq         | Inka-Mythologie                   | Schöpfer der Welt, des ersten Mannes und der ersten Frau                               |
| Papa               | Māori-Kultur                      | Begründer der Welt in der Schöpfungsgeschichte                                         |
| Phanes             | Griechische Mythologie            | der Erscheinende, der Leuchtende                                                       |
| Phusis             | Griechische Mythologie            | Protogonos                                                                             |
| Pontos             | Griechische Mythologie            | Seegottheit, Sohn der Gaia                                                             |
| Prajapati          | Vedische Religion                 | androgyne Schöpfergott, das erste aller Wesen                                          |
| Quaoar             | Tongva-Kultur                     | urzeitliche Schöpfergottheit, gestalt- und geschlechtslos                              |
| Quetzalcoatl       | Aztekische Religion               | leuchtende Schwanzfederschlange                                                        |
| Quetzalcoatl       | Toltekische Mythologie            | synkretistische Gottheit mehrerer mesoamerikanischer Kulturen                          |
| Rangi              | Māori-Kultur                      | Begründer der Welt, der Vater Himmel                                                   |
| Re                 | Ägyptische Mythologie             | Sonnengott                                                                             |
| Schu               | Ägyptische Mythologie             | Gott der Luft und des Sonnenlichtes                                                    |
| Sebiumeker         | Meroitische Religion              | königlicher Schöpfergott, Partner des Arensnuphis                                      |
| Soma               | Vedische Religion                 | Mondgott                                                                               |
| Tefnut             | Ägyptische Mythologie             | symbolisierte das Feuer                                                                |
| Tenemu             | Ägyptische Mythologie             | Bestandteil des Urchaos, Gottheit der „Wegelosigkeit“                                  |
| Tethys             | Griechische Mythologie            | Titanin und Meeresgöttin, Göttin der irdischen Frischwasserquellen                     |
| Thalassa           | Griechische Mythologie            | Verkörperung des Meeres, das innere Mittelmeer                                         |
| Tithoes            | Ägyptische Mythologie             | Sonnen- und Schöpfungsgott seit der Spätzeit                                           |
| Tjenemit           | Ägyptische Mythologie             | schafft das Leben im ganzen Land                                                       |
| Ullāh              | Bahaismus                         | einziger Gott                                                                          |
| Uranos             | Griechische Mythologie            | Himmel in Göttergestalt, herrscht in der ersten Generation über die Welt               |
| Vishnu             | Vedische Religion                 | im Hinduismus keine Schöpfergottheit                                                   |
| Vishvakarman       | Hinduismus                        | göttliche Baumeister und Erschaffer der Welt                                           |
| Wai                | Ägyptische Mythologie             | fertigte Aa das erste Schilf und gewann das erste Land                                 |
| Wula′ Lara         | Animismus auf Timor               | setzte bestimmte Menschen auf die Erde                                                 |
| Zurvan             | Zurvanismus                       | personifiziert die Zeit und Ewigkeit                                                   |